# Poemenia notata
Poemenia notata är en stekelart som beskrevs av Holmgren 1859. Poemenia notata ingår i släktet Poemenia och familjen brokparasitsteklar. Arten är reproducerande i Sverige. Inga underarter finns listade i Catalogue of Life.